# Willy Delesse
Guillaume Delesse, plus communément appelé Willy Delesse, né le 18 février 1905 à Völklingen (Vœlklange) en Sarre, et mort vraisemblablement vers 1972, est un footballeur français, jouant au poste d'attaquant, devenu entraîneur à un niveau amateur.

## Biographie
Natif de Völklingen en royaume de Prusse, Willy Delesse joue dans sa jeunesse au football à La Renaissance de Petite-Rosselle, club de la ville de Petite-Rosselle, située de l'autre coté de la frontière, en Moselle, tout en travaillant comme mineur de fond. Ses talents de footballeur sont remarqués par les dirigeants de l'Association sportive messine, qui le font signer en 1929. Il remporte avec son nouveau club le championnat de Lorraine en 1930 et 1932. Il est également appelé régulièrement en sélection de Lorraine, dont il est capitaine.

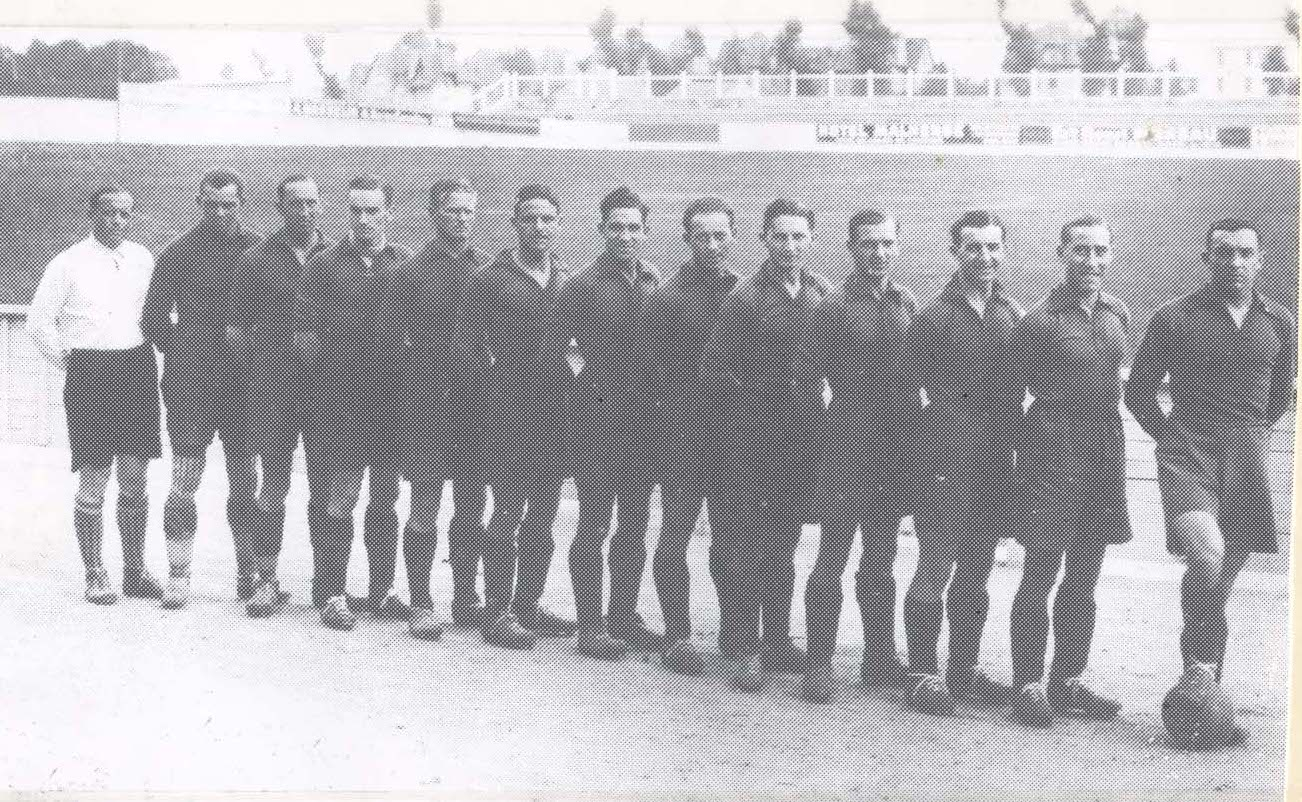
Photo du groupe professionnel caennais pour la saison 1934-1935. Delesse est le 4e en partant de la droite.

Alors que se prépare le premier championnat de France professionnel en 1932-1933, il est recruté par le Racing Club de Paris en avril 1932. Il joue au niveau professionnel pendant quatre saisons. D'abord de 1932 à 1934 avec le Racing en première division, période pendant laquelle il est sélectionné en équipe de Paris. Il est appelé en 1933 en équipe de France « B » pour une tournée en Afrique du Nord au cours de laquelle il dispute notamment un match contre la sélection de Tunisie. Il inscrit au moins 21 buts en 28 matchs de championnat avec le Racing.
En 1934, il est annoncé au FC Mulhouse, qui remonte en première division. Mais le transfert ne se fait pas et il rejoint finalement le Stade Malherbe caennais, qui se lance en deuxième division. Il en est le meilleur buteur lors de sa première saison, après laquelle son mariage, avec Andrée Adam le 19 août 1935 à Saint-Denis,, est relaté dans la presse. Il réalise une deuxième saison pleine mais se blesse au genou lors d'un match amical le 19 avril 1936 contre Enghien-Ermont. 
Alors qu'il était prévu qu'il prolonge son contrat à Caen, sa blessure l’empêche de jouer et l’amène à se faire opérer en 1937. Il signe une licence spéciale qui lui permet de jouer comme joueur amateur le temps de sa guérison et retourne à Petite-Rosselle comme entraîneur-joueur du club de ses débuts,. 
Il débute alors une carrière d’entraîneur à un niveau régional. Il rejoint en 1939 le club de Villerupt. En 1947, il est dirigeant (et entraîneur ?) du principal club de Bar-le-Duc, le Bar Athletic Club, dans la Meuse. En 1950, il est l’entraîneur de l'AS Algrange, toujours en Moselle, avec laquelle il organise le jubilé de ses 30 ans d'activité dans le football. En 1952 il y est toujours en poste. La fin de sa vie n'est pas connue, il est cependant probablement décédé avant 1970. 

## Statistiques
| Saison    | Club     | Championnat | Championnat | Championnat | Coupe(s) nationale(s) | Coupe(s) nationale(s) | Total | Total |
| Saison    | Club     | Division    | M.          | B.          | M.                    | B.                    | M.    | B.    |
| 1932-1933 | RC Paris | D1          | 12          | 8           | 1                     | 2                     | 13    | 10    |
| 1933-1934 | RC Paris | D1          | 16          | 13          | 2                     | 0                     | 18    | 13    |
| 1934-1935 | SM Caen  | D2          | 21          | 16          | -                     | -                     | 21    | 16    |
| 1935-1936 | SM Caen  | D2          | 24          | 8           | 4                     | 1                     | 28    | 9     |